# Richard Flanagan
Pour les articles homonymes, voir Flanagan.
Œuvres principales
- La Route étroite vers le Nord lointain

Richard Flanagan, né en 1961 à Longford en Tasmanie, est un écrivain australien.
Auteur de récits et journaliste, connu pour ses romans après avoir obtenu en 2002 le Commonwealth Writers' Prize pour Gould's Book of Fish (Le Livre de Gould) et un succès mondial avec The Unknown Terrorist en 2007 (La Fureur et l’Ennui, France, 2008).

## Biographie
Descendant de condamnés irlandais (« "convicts" ») déportés en Tasmanie au XIXe siècle, Richard Flanagan grandit dans une famille modeste dans la ville minière de Rosebery et quitte l'école à seize ans pour travailler dans le bush. Il entre finalement à l'université de Tasmanie dont il est diplômé en 1982 puis obtient une bourse pour l'université d'Oxford en tant que boursier Rhodes.
Revenu dans son pays et passionné par le monde sauvage, il participe en canoë à des expéditions sur les rivières de Tasmanie. Très vite il se consacre à l'écriture et les paysages de son île natale inspireront d'ailleurs fortement ses romans, qu'il s'agisse de la côte ouest de la Tasmanie et Macquarie Harbour Penal Station (Gould's Book of Fish), de la Franklin River (Death of a River Guide) ou des Central Highlands (The Sound of One Hand Clapping).
Après des publications documentaires comme A terrible beauty : history of the Gordon River country (1985), The Rest of the World is Watching: Tasmania and the Greens ( 1990) ou Codename Iago: The Story of John Friedrich (1991) et des travaux de journaliste, il se lance dans l'écriture romanesque.
En 1994, son premier roman Death of a River Guide (A contre-courant, France, Flammarion 2000) le fait connaître, et en 1997, son second roman The Sound of One Hand Clapping (Dispersés par le vent, France - Flammarion 2002) ,récompensé par l'"Australian Booksellers Book of the Year Award" et le "Vance Palmer Prize for Fiction", est un succès avec plus de 150 000 exemplaires exemplaires vendus en Australie.
Ce succès est confirmé par les critiques de son troisième roman Gould's book of fish publié en 2001, (Le livre de Gould,France – Flammarion 2005) qui remporte en 2002 le "Commonwealth Writers Prize in the South East Asia & South Pacific Region".
Son roman publié en 2007 The unknown terrorist est quant à lui un succès mondial, sa traduction La Fureur et l’ennui paraît en France en janvier 2008 aux éditions Belfond.
Il a également tourné une adaptation cinématographique remarquée de The Sound of One Hand Clapping, sélectionnée pour le festival de Berlin en 1998.
Il remporte en octobre 2014 le prix Booker pour La Route étroite vers le Nord lointain.
Richard Flanagan vit avec sa famille dans son pays natal et continue à écrire également des articles sur la Tasmanie dans la presse australienne, non sans susciter des controverses. (Richard Flanagan)

## Regards sur son œuvre
À contre-courant (Death of a River Guide) est le premier roman de l'auteur. Publié en 1994, il a pour personnage central un guide de rafting sur une rivière de Tasmanie qui doit sacrifier sa vie pour sauver celle d'un client et qui dans ses derniers instants, revoit les moments marquants de sa vie.
Son second roman, Dispersés par le vent (The Sound of One Hand Clapping), publié en 1997, suit la quête d'une femme d'origine slovène qui revient trente cinq ans plus tard en Tasmanie pour comprendre la fuite brutale de sa mère et la vie de son père alcoolique.
Son troisième roman, Le Livre de Gould (Gould's Book of Fish), est publié en 2001 et évoque à travers le procédé du pseudo-journal le barbare système pénitentiaire australien du XIXe siècle, l'oppression des peuples aborigènes et la création artistique à travers la figure authentique de l'Anglais William Gould, voleur et peintre des poissons, mort en Australie en 1853.
Son quatrième roman La Fureur et l’Ennui (The Unknown Terrorist) sort en 2007. Il s'organise autour d'une jeune femme de 26 ans un peu marginale surnommée « the doll » (la poupée), strip-teaseuse dans un club de Sydney en Australie ; elle a une relation sexuelle avec un étranger, Tariq, et son destin tragique s'enclenche quand elle est soupçonnée de terrorisme par les autorités après l'explosion de plusieurs bombes dans la ville.
Ses romans largement diffusés dans le domaine anglophone sont également traduits dans de nombreux pays européens et font de Richard Flanagan un écrivain marquant de ce début de XXIe siècle.

## Œuvres

### Romans
- À contre-courant, Flammarion, 2000 ((en) Death of a River Guide, 1994)
- Dispersés par le vent, Flammarion, 2002 ((en) The Sound of One Hand Clapping, 1997)
- Le Livre de Gould, Flammarion, 2005 ((en) Gould's Book of Fish, 2001)
- La Fureur et l’Ennui, Belfond, 2008 ((en) The Unknown Terrorist, 2007)
- Désirer, Belfond, 2010 ((en) Wanting, 2008)
- La Route étroite vers le Nord lointain[1],[2], Actes Sud, 2016 ((en) The Narrow Road to the Deep North, 2013)
- Première Personne, Actes Sud, 2018 ((en) First Person, 2017)
- Dans la mer vivante des rêves éveillés, Actes Sud, 2022 ((en) The Living Sea of Waking Dreams, 2020)
- Question 7, Actes Sud, 2024 (Question 7, 2023)

### Essais
- (en) Student Accommodaton Crisis, 1984
- (en) A Terrible Beauty: History of the Gordon River, 1985
- (en) The Rest of the World is Watching, 1990
- (en) Codename Iago: The Story of John Friedrich, 1991

### Film
- 1998 : The Sound of One Hand Clapping